# Testudinella ovata
Testudinella ovata är en hjuldjursart som beskrevs av Myers 1934. Testudinella ovata ingår i släktet Testudinella och familjen Testudinellidae. Inga underarter finns listade i Catalogue of Life.